# Prunus ernestii
Prunus ernestii es una especie de planta fanerógama perteneciente a la familia Rosaceae. Es endémica de Colombia en Cundinamarca. Se le trata en peligro de extinción por pérdida de hábitat.

## Taxonomía
Prunus ernestii fue descrita por García-Barr. y publicado en Mutisia 56: 4, f. 2, en el año 1983.
Etimología
Ver: Prunus: Etimología
Sinonimia
- Prunus guanaiensis Rusby[4]